# 東予地方局

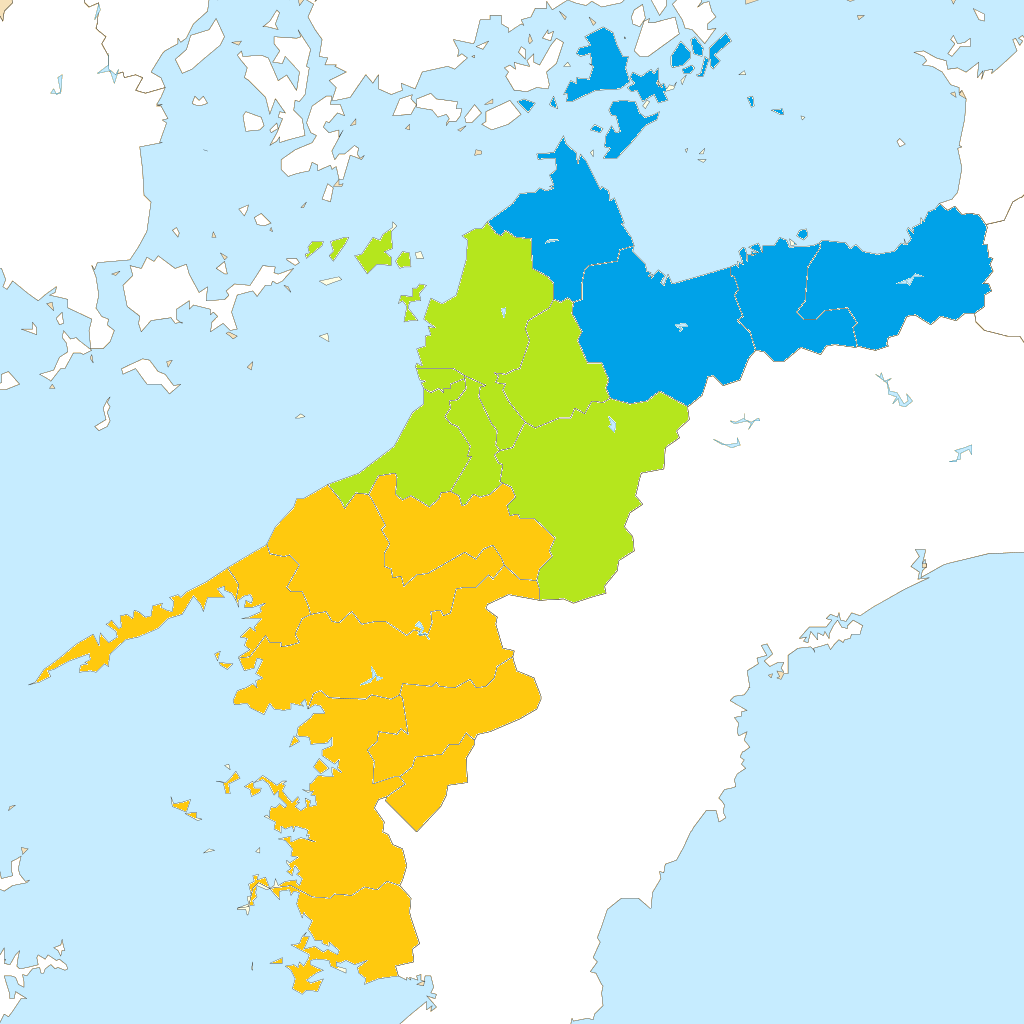
愛媛県 地域区分図
橙：南予　緑：中予　青：東予

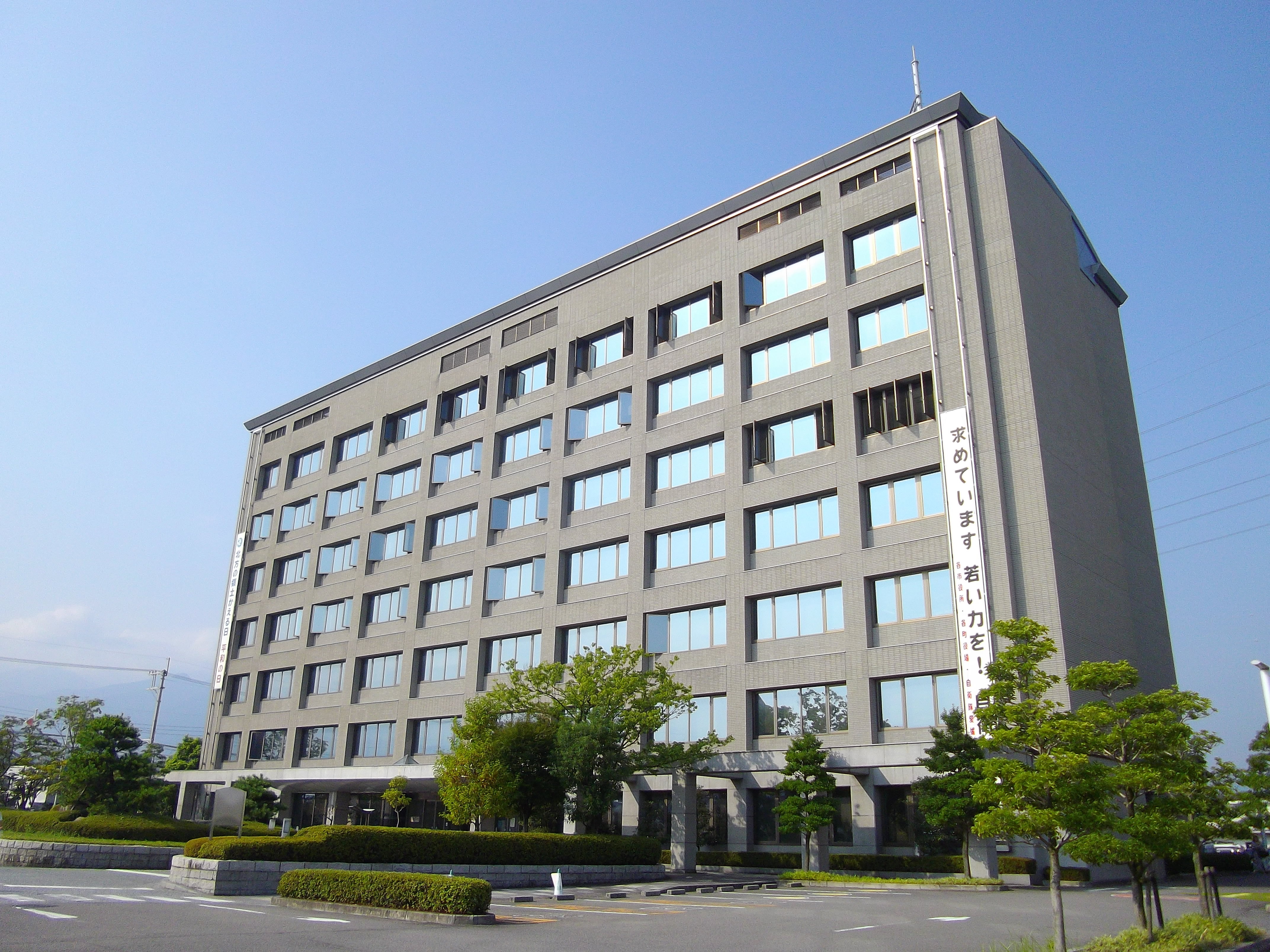
東予地方局西条庁舎

東予地方局（とうよちほうきょく）は、愛媛県の地方局（支庁）のひとつ。県の出先機関であり、県内の3つのブロック地方のうち東予地方と呼ばれる5市町を所管区域とする。

## 概要
2008年4月に行われた地方局の再編により、今治地方局と西条地方局が統合され誕生した。西条地方局に東予地方局、今治地方局には東予地方局の今治支局が設置された。東予地方局の位置を巡っては両地方局周辺の地方公共団体で意見が分かれた。地方局の位置を巡る対立については東予地方を参照のこと。

## 庁舎
- 西条庁舎 - 愛媛県西条市喜多川796-1

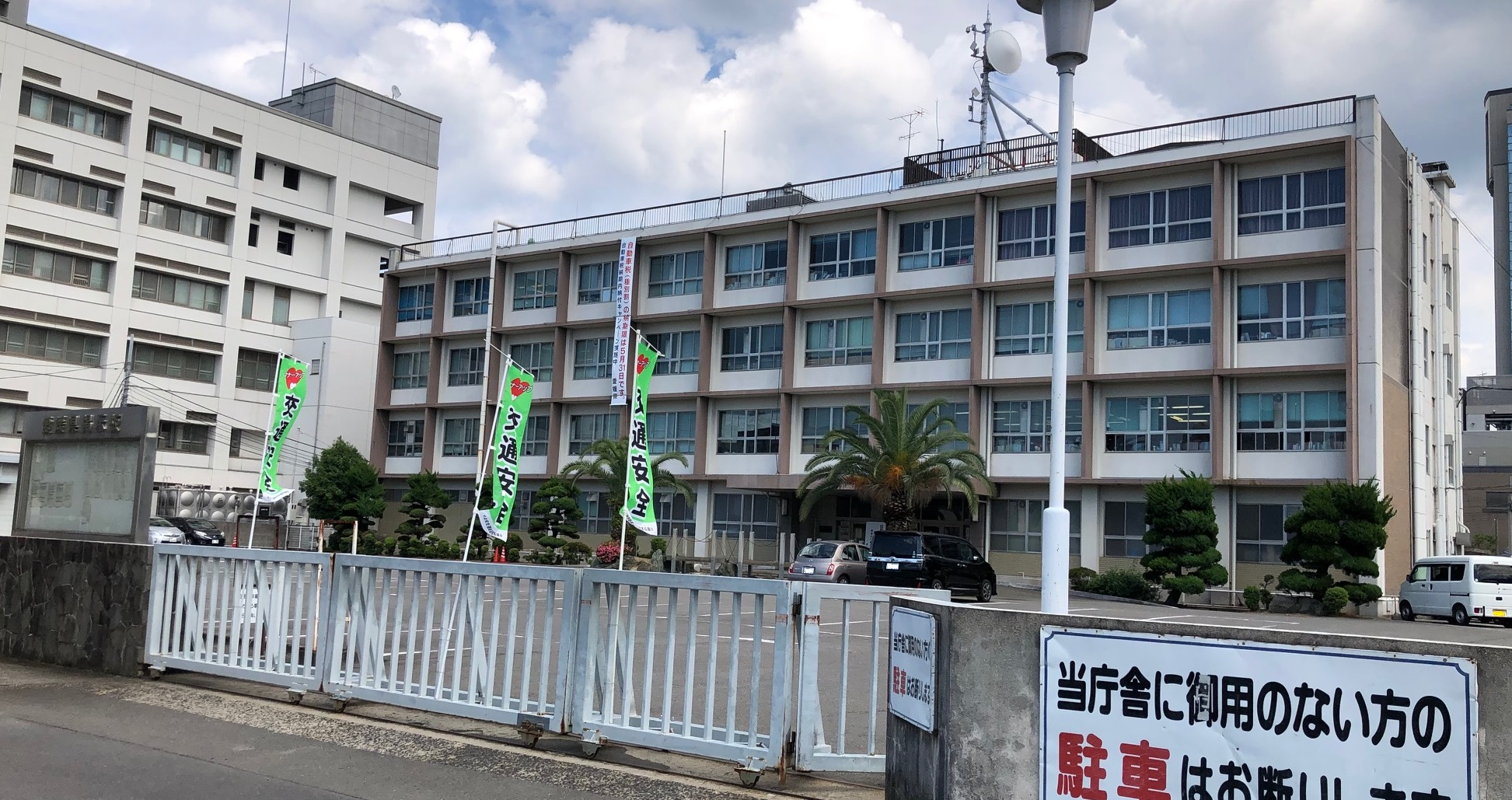
今治庁舎（今治支局）

- 西条第2庁舎 - 愛媛県西条市丹原町池田1611
- 四国中央庁舎 - 愛媛県四国中央市三島宮川4-6-53
- 今治庁舎（今治支局） - 愛媛県今治市旭町1-4-9

## 組織

### 東予地方局
- 総務県民部
  - 総務県民課
  - 地域政策課
  - 税務管理課
  - 課税課
- 健康福祉環境部
  - 企画課
  - 地域福祉課
  - 生活衛生課
  - 健康増進課
  - 環境保全課
  - 四国中央保健所
- 産業経済部
  - 産業振興課
    - 地域農業室四国中央農業指導班

  - 農村整備課
  - 水産課
  - 森林林業課
  - 東予家畜保健衛生所
- 建設部
  - 管理課
  - 建設企画課
  - 道路課
  - 用地課
  - 河川港湾課
  - 建築指導課
  - 四国中央土木事務所
  - 黒瀬ダム管理事務所
  - 鹿森ダム管理事務所
- 出納室

### 今治支局
- 総務県民部
  - 総務県民室
  - 税務室
- 健康福祉環境部
  - 企画課
  - 健康増進課
  - 生活衛生課
  - 環境保全課
- 産業経済部
  - 商工観光室
  - 地域農業室
    - しまなみ農業指導班

  - 産地育成室
  - 農村整備課
  - 森林林業課
  - 水産課
  - 東予家畜保健衛生所今治支所
- 建設部
  - 今治土木事務所
  - 玉川ダム管理事務所
  - 台ダム管理事務所

## 所管地域内の市町村
- 今治市
- 西条市
- 新居浜市
- 四国中央市
- 上島町